# Marcel Wenig
Marcel Wenig (* 4. Mai 2004 in Nürnberg) ist ein deutscher Fußballspieler. Der zentrale Mittelfeldspieler steht beim SSV Ulm 1846 unter Vertrag und ist ehemaliger Juniorennationalspieler.

## Karriere

### Verein
Wenig stammt aus der Jugend des 1. FC Nürnberg. Als 13-Jähriger wechselte er zum FC Bayern München, bei dem er ab der C-Jugend die Juniorenmannschaften durchlief. Für die zweite Mannschaft des Rekordmeisters lief er in der Spielzeit 2021/22 dreimal in der Regionalliga Bayern auf und kam dabei zu einem Torerfolg.
Im Februar 2022 unterschrieb der Mittelfeldspieler bei Eintracht Frankfurt einen Lizenzspielerkontrakt bis zum 30. Juni 2025 und gehört damit seit der Saison 2022/23 zum Profikader der Bundesligamannschaft. Vorrangig in der zweiten Mannschaft in der fünftklassigen Hessenliga und der U19 in der UEFA Youth League eingesetzt, debütierte Wenig Mitte Oktober 2022 gegen Bayer 04 Leverkusen in der Bundesliga und kam damit zu seinem Profidebüt.
Im Januar 2024 wurde er mit Kaufoption bis zum Ende der Saison 2023/24 an den Zweitligisten 1. FC Nürnberg verliehen, für den er bereits in der Jugend gespielt hatte. Zwei Tage nach seiner Verpflichtung zog er sich in einem Testspiel gegen den FC Brügge einen Kreuzbandriss zu.
Zur Saison 2024/25 wurde Wenig in die zweite Mannschaft von Eintracht Frankfurt integriert und kam nach Wiedergenesung vom Kreuzbandriss ab Herbst wieder zum Einsatz. In einer von kleineren Blessuren überschatteten Spielzeit verzeichnete er neun Torbeteiligungen in 23 Spieleinsätzen, am Saisonende verpasste er mit der Mannschaft den Klassenerhalt.
Im Sommer 2025 wechselte Wenig zum SSV Ulm 1846, der in die dritte Liga abgestiegen war. Bei den Spatzen unterzeichnete er einen bis 2027 gültigen Vertrag.

### Nationalmannschaft
Wenig kam Ende März 2022 in zwei Testspielen der deutschen U18-Auswahl zum Einsatz. Im September 2022 folgten drei Spiele für die U19 in der EM-Qualifikation.

## Erfolge
- Meister der Hessenliga und Aufstieg in die Regionalliga Südwest: 2023